# Línea 2 del Metro de la Ciudad de México
La Línea 2 del Metro de la Ciudad de México es una de las doce líneas del Metro de la capital de México. Fue inaugurada el 1 de agosto de 1970 y es la segunda línea en incorporarse al sistema. Está integrada por 24 estaciones y 23.4 kilómetros de vías. Tiene correspondencia con seis líneas del Metro y su color distintivo es el azul rey. En 2022 fue la línea con mayor afluencia de la red, registrando un uso total de 177 148 321 pasajeros en 2022.

## Historia

### Construcción e inicio de operaciones
La construcción de la línea 2 del Metro de la Ciudad de México estuvo contemplada en el proyecto inicial de la red, junto a la línea 1 y la 3. Fue planeada por el ingeniero Bernardo Quintana Arrioja, fundador de Empresas ICA; financiada por el Departamento del Distrito Federal a través de un préstamo concedido por el gobierno francés; y fue encargada al Sistema de Transporte Colectivo, organismo público creado para administrar el metro.
El proyecto original empezaba en la zona de Tacuba, al poniente de la ciudad, avanzaba por la Calzada México-Tacuba hasta llegar al Centro Histórico de la Ciudad de México para desviarse hacia el sur y terminar su recorrido en la Plaza Tlaxcoaque. Posteriormente la ruta propuesta se extendió al sur, sobre la Calzada de Tlalpan, tras decidirse prescindir del tranvía que circulaba sobre esa misma ruta.
El tramo Tacuba-Pino Suárez consistió de doce estaciones subterráneas, construidas mediante excavaciones a cielo abierto. Debido a la naturaleza del suelo, abundante en mantos freáticos por ser el lecho del antiguo Lago de Texcoco, se requirió aislar el agua de la zona de trabajo mediante el bombeo electrosmótico de líquidos y la construcción de muros paralelos a la zona de construcción antes de iniciar los trabajos de excavación. El peso de la estructura terminada debía ser equivalente al peso de la tierra retirada en la excavación para evitar que los túneles y las estaciones se hundieran en el suelo blando que quedaba por debajo. El tramo San Antonio Abad-Tasqueña contaba con diez estaciones superficiales, edificadas con muretes de concreto reforzado desplantados sobre zapatas corridas.
El trazado original sobre el Centro histórico contemplaba la construcción de la estación «Catedral», ubicada detrás de la Catedral Metropolitana de la Ciudad de México, sin embargo, las complicaciones del terreno llevaron a que la estación fuera cancelada. En la misma zona también se planeó la estación «Salvador» colocada sobre la calle República de El Salvador, la cual también fue cancelada debido a que el espacio planeado para su construcción ya estaba ocupado por dos colectores de agua. Las estaciones canceladas fueron reemplazadas por la estación Zócalo, ubicada frente a Palacio Nacional; y la estación Allende, en la esquina de Tacuba y Motolinía. Las excavaciones hechas para la construcción de la estación «Salvador» fueron reutilizadas para crear un paso peatonal subterráneo que conectase las estaciones Zócalo y Pino Suárez.
La línea 2 fue inaugurada el 1 de agosto de 1970. Su primera etapa estaba constituida por once estaciones y 11.3 kilómetros de longitud entre la estación Tasqueña al sur de la ciudad y la estación Pino Suárez, cerca del Centro Histórico. Seis semanas después, el 14 de septiembre, se inauguró la expansión de la línea hacia el noroeste, con la incorporación de 11 estaciones y 8.1 kilómetros adicionales, hasta la estación Tacuba. Su construcción destacó por incorporar mosaicos para decorar el interior de múltiples estaciones.
El 14 de agosto de 1972 ocurrió un descarrilamiento en la estación Tasqueña. Este fue el primer accidente en la historia del Metro de la Ciudad de México.

### Accidente en la estación Viaducto
El 20 de octubre de 1975 un tren detenido en la estación Viaducto fue impactado por detrás por otro tren que venía de la estación Chabacano. El incidente causó la muerte de 31 personas y dejó 71 heridos. Este evento fue el primer accidente mortal del Metro de la Ciudad de México y es el más mortífero en su historia. A consecuencia de este accidente se instaló el sistema de pilotaje automático en la red.

### Ampliación a Cuatro Caminos y eventos posteriores
El 7 de mayo de 1984 el gobierno del Distrito Federal y del Estado de México acordaron expandir la línea 2 hacia el municipio de Naucalpan, en el Estado de México para facilitar el traslado hacia la Ciudad de México desde su área conurbana. La ampliación consistió de dos estaciones subterráneas y cuatro kilómetros de vías adicionales. Fue inaugurada el 22 de agosto de ese año. Con esta ampliación la línea alcanzó su longitud final de 23.4 kilómetros, con 20.7 kilómetros de vías de servicio y 2.7 kilómetros para maniobras. También esta amplación estableció la estación Cuatro Caminos como la terminal norponiente de la línea.
Tras el terremoto del 19 de septiembre de 1985, la línea 2 sufrió daños en 14 de sus estaciones y dejó de operar el tramo Tasqueña-Pino Suárez. Al día siguiente del sismo volvió a dar servicio en ocho estaciones, desde Tasqueña hasta Viaducto. El 26 de septiembre se reabrieron las estaciones San Antonio Abad y Chabacano, y el 28 de septiembre la estación Pino Suárez fue reabierta al público. El retraso en la apertura de las estaciones se debió principalmente al riesgo de colapso de los edificios aledaños a las estaciones.
El 16 de diciembre de 1986, una loza que formaba parte del techo de la estación Ermita se desprendió y dañó el parabrisas de un tren, sin dejar heridos. El 5 de junio de 1995, ocurrió un choque entre dos trenes en la estación Ermita, el hecho fue causado porque uno de los conductores operaba el tren en modo manual. El choque dejó cuatro personas heridas.
El 9 de enero de 2021 la línea fue afectada por el incendio del Puesto Central de Control I, que dejó a la línea inoperativa durante un mes, hasta el 8 de febrero.

## Estaciones
| Estación            | Iconografía                                                                          | Inauguración             | Ubicación      | Tipo de estación | Construcción | Conexiones |
| ------------------- | ------------------------------------------------------------------------------------ | ------------------------ | -------------- | ---------------- | ------------ | --- |
| Cuatro Caminos      | Silueta de la antigua cúpula del Toreo de Cuatro Caminos                             | 22 de agosto de 1984     | Naucalpan      | Terminal         | Subterránea  | Otros servicios - CETRAM Cuatro Caminos - Líneas: 18, 57-A, 57-C - Rutas: 1-A, 16-B En construcción - Línea 3: Cuatro Caminos |
| Panteones           | Cruz de una tumba                                                                    | 22 de agosto de 1984     | Miguel Hidalgo | Paso             | Subterránea  | Otros servicios - Línea: 18 - Ruta: 16-B |
| Tacuba              | Tres flores                                                                          | 14 de septiembre de 1970 | Miguel Hidalgo | Correspondencia  | Subterránea  | Correspondencia - Línea 7 Otros servicios - CETRAM Tacuba - Líneas: 18, 59, 107 - Rutas: 11-A, 16-B, 16-D, 19-H, 23-A, 23-B, 23-C, 23-D |
| Cuitláhuac          | Chimalli                                                                             | 14 de septiembre de 1970 | Miguel Hidalgo | Paso             | Subterránea  | Otros servicios - Calz. México-Tacuba - Líneas: 18, 19, 107, 107-B - Rutas: 16-B, 16-D |
| Popotla             | Árbol de la Noche Triste                                                             | 14 de septiembre de 1970 | Miguel Hidalgo | Paso             | Subterránea  | Otros servicios - Línea: 18 - Rutas: 16-B, 16-D |
| Colegio Militar     | Escudo del Heroico Colegio Militar                                                   | 14 de septiembre de 1970 | Miguel Hidalgo | Paso             | Subterránea  | Otros servicios - Ruta: 16-B |
| Normal              | Fachada del antiguo edificio principal de la Benemérita Escuela Nacional de Maestros | 14 de septiembre de 1970 | Miguel Hidalgo | Paso             | Subterránea  | Otros servicios - Líneas: 19, 19-A, 200 - Rutas: 16-A, 16-B |
| San Cosme           | Ventana de la Casa de los Mascarones                                                 | 14 de septiembre de 1970 | Cuauhtémoc     | Paso             | Subterránea  | Otros servicios - Línea: 59-A - Rutas: 12-B, 12-D, 16-A, 16-B |
| Revolución          | Monumento a la Revolución                                                            | 14 de septiembre de 1970 | Cuauhtémoc     | Paso             | Subterránea  | Otros servicios - Revolución - México Tenochtitlan - Rutas: 12-D, 16-A, 16-B |
| Hidalgo             | Busto de Miguel Hidalgo                                                              | 14 de septiembre de 1970 | Cuauhtémoc     | Correspondencia  | Subterránea  | Correspondencia - Línea 3 Otros servicios - Hidalgo - Hidalgo - Hidalgo - Línea: 27-A - Metro Hidalgo - Ruta: 16-A |
| Bellas Artes        | Fachada del Palacio de Bellas Artes                                                  | 14 de septiembre de 1970 | Cuauhtémoc     | Correspondencia  | Subterránea  | Correspondencia - Línea 8 Otros servicios - Bellas Artes - Bellas Artes - Av. Hidalgo (a distancia) - Alquiler de Ecobici - Ruta: 16-A |
| Allende             | Busto de Ignacio Allende                                                             | 14 de septiembre de 1970 | Cuauhtémoc     | Paso             | Subterránea  | Otros servicios - Alquiler de Ecobici (a distancia) |
| Zócalo/Tenochtitlan | Escudo de México                                                                     | 14 de septiembre de 1970 | Cuauhtémoc     | Paso             | Subterránea  | Otros servicios - Pasaje Zócalo-Pino Suárez - Museo de la Ciudad (a distancia) - 20 de Noviembre (a distancia) - Alquiler de Ecobici |
| Pino Suárez         | Adoratorio de Ehécatl                                                                | 1 de agosto de 1970      | Cuauhtémoc     | Correspondencia  | Subterránea  | Correspondencia - Línea 1 Otros servicios - Pasaje Zócalo-Pino Suárez - CETRAM Calle Nezahualcóyotl (a distancia) - Pino Suárez - Alquiler de Ecobici - Líneas: 2-A, 31-B, 111-A, 145-A - Rutas:17-C, 17-H, 17-I, 19-E, 19-F, 19-G, 19-H                                             |
| San Antonio Abad    | Silueta de San Antonio Abad                                                          | 1 de agosto de 1970      | Cuauhtémoc     | Paso             | Superficie   | Otros servicios - 5 de Febrero (a distancia) - Líneas: 2-A, 31-B, 111-A, 145-A - Rutas: 14-A, 17-C, 17-H, 17-I |
| Chabacano           | Chabacano                                                                            | 1 de agosto de 1970      | Cuauhtémoc     | Correspondencia  | Superficie   | Correspondencia - Línea 8 - Línea 9 Otros servicios - José Antonio Torres (a distancia) - Líneas: 2-A, 31-B, 33, 111-A, 145-A - Rutas: 9-C, 9-E, 14-A, 17-C, 17-H, 17-I |
| Viaducto            | Trébol carretero                                                                     | 1 de agosto de 1970      | Iztacalco      | Paso             | Superficie   | Otros servicios - Líneas: 2-A, 31-B, 111-A, 145-A - Rutas: 17-C, 17-H, 17-I |
| Xola                | Palmera                                                                              | 1 de agosto de 1970      | Benito Juárez  | Paso             | Superficie   | Otros servicios - Xola (a distancia) - Líneas: 2-A, 31-B, 111-A, 145-A - Rutas: 17-C, 17-H, 17-I |
| Villa de Cortés     | Yelmo                                                                                | 1 de agosto de 1970      | Benito Juárez  | Paso             | Superficie   | Otros servicios - Villa de Cortés - Líneas: 2-A, 31-B, 111-A, 145-A - Rutas: 17-C, 17-H, 17-I |
| Nativitas           | Trajinera                                                                            | 1 de agosto de 1970      | Benito Juárez  | Paso             | Superficie   | Otros servicios - Líneas: 2-A, 31-B, 111-A, 145-A - Rutas: 17-C, 17-H, 17-I |
| Portales            | Portal de tres arcos                                                                 | 1 de agosto de 1970      | Benito Juárez  | Paso             | Superficie   | Otros servicios - Líneas: 2-A, 31-B, 111-A, 145-A - Rutas: 6-A, 17-C, 17-H, 17-I |
| Ermita              | Ermita de la Santa Cruz                                                              | 1 de agosto de 1970      | Benito Juárez  | Correspondencia  | Superficie   | Correspondencia - Línea 12 Otros servicios - Balboa (a distancia) - Líneas: 2-A, 31-B, 52-C, 111-A, 145-A - Rutas: 17-C, 17-H, 17-I En construcción - Ermita (a distancia) |
| General Anaya       | Monumento a Pedro María Anaya                                                        | 1 de agosto de 1970      | Coyoacán       | Paso             | Superficie   | Otros servicios - Líneas: 2-A, 31-B, 111-A, 116-A, 145-A - Rutas: 17-C, 17-H, 17-I |
| Tasqueña            | Luna                                                                                 | 1 de agosto de 1970      | Coyoacán       | Terminal         | Superficie   | Otros servicios - CETRAM Tasqueña - Tasqueña - Tasqueña - Tasqueña - Tasqueña - Líneas: 2-A, 17-F, 31-B, 81-A, 111-A, 143, 145-A - Rutas: 2-A, 2-F, 17-C, 17-H, 17-I, 25-A, 25-B, 25-C, 25-D, Z3-A, Z3-B, Z3-C, Z3-D, Z3-E, Z3-F, Z3-G, Z3-H - Terminal Central de Autobuses del Sur |

### Cambios de nombre
| Nombre previo | Iconografía previa | Nombre nuevo        | Iconografía nueva | Fecha del cambio    |
| ------------- | ------------------ | ------------------- | ----------------- | ------------------- |
| Zócalo        | Escudo de México   | Zócalo-Tenochtitlan | Escudo de México  | 14 de julio de 2021 |

## Afluencia por estación
La siguiente tabla muestra cada una de las estaciones de la Línea 2, el total y el promedio de pasajeros diarios durante 2022.
| Estación            | Tipo de estación   | Ranking Local | Ranking General | Total de Pasajeros | A diario |
| ------------------- | ------------------ | ------------- | --------------- | ------------------ | -------- |
| Tasqueña            | Terminal           | 1°/24         | 6°/175          | 21,560,705         | 59,070   |
| Cuatro Caminos      | Terminal           | 2°/24         | 7°/175          | 18,285,903         | 50,098   |
| Zócalo/Tenochtitlan | De paso            | 3°/24         | 12°/175         | 13,776,200         | 37,743   |
| Tacuba              | De correspondencia | 4°/24         | 21°/175         | 9,405,769          | 25,769   |
| Normal              | De paso            | 5°/24         | 25°/175         | 8,928,050          | 24,460   |
| Pino Suárez         | De correspondencia | 6°/24         | 30°/175         | 8,301,870          | 22,744   |
| Hidalgo             | De correspondencia | 7°/24         | 31°/175         | 8,294,412          | 22,724   |
| Bellas Artes        | De correspondencia | 8°/24         | 37°/175         | 7,832,811          | 21,459   |
| Chabacano           | De correspondencia | 9°/24         | 43°/175         | 7,309,103          | 20,024   |
| Revolución          | De paso            | 10°/24        | 48°/175         | 6,895,149          | 18,890   |
| Allende             | De paso            | 11°/24        | 59°/175         | 6,166,534          | 16,894   |
| San Cosme           | De paso            | 12°/24        | 70°/175         | 5,704,555          | 15,628   |
| Portales            | De paso            | 13°/24        | 74°/175         | 5,532,672          | 15,158   |
| San Antonio Abad    | De paso            | 14°/24        | 78°/175         | 5,451,709          | 14,936   |
| General Anaya       | De paso            | 15°/24        | 81°/175         | 5,342,957          | 14,638   |
| Ermita              | De correspondencia | 16°/24        | 82°/175         | 5,295,033          | 14,506   |
| Xola                | De paso            | 17°/24        | 83°/175         | 5,211,609          | 14,278   |
| Cuitláhuac          | De paso            | 18°/24        | 90°/175         | 4,750,532          | 13,015   |
| Nativitas           | De paso            | 19°/24        | 91°/175         | 4,735,197          | 12,973   |
| Viaducto            | De paso            | 20°/24        | 100°/175        | 4,313,392          | 11,817   |
| Villa de Cortés     | De paso            | 21°/24        | 104°/175        | 4,149,960          | 11,369   |
| Colegio Militar     | De paso            | 22°/24        | 109°/175        | 3,949,244          | 10,819   |
| Panteones           | De paso            | 23°/24        | 121°/175        | 3,469,997          | 9,506    |
| Popotla             | De paso            | 24°/24        | 140°/175        | 2,484,958          | 6,808    |

## Material rodante
- Al igual que en la Línea 1, el STC asignó 26 formaciones MP-68.
- En 1975 ocurrió un accidente en la estación Viaducto, lo cual dio de baja temporalmente las formaciones involucradas en el siniestro, pero se reconstruyeron. De ahí también fueron los primeros trenes en instalárseles el Sistema de Pilotaje Automático a 135 khz (1970-1985). Asimismo se introdujeron las formaciones NM-73 Series A y B.
- Para 1981 se agregaron cinco trenes NM-79, provenientes de la Línea 3 (1981-1985) en función de refuerzo por alta afluencia.
- Las formaciones francesas Alstom modelo MP-82 se introdujeron en 1985, tras la ampliación hasta Cuatro Caminos (1985-1988).
- Para ese año también se incluyeron las formaciones NM-83A fabricadas por la empresa mexicana Concarril, con un  total de 30 trenes fabricados que dieron servicio hasta la introducción del modelo NM-02 (1985-2006).
- También llegaron las formaciones canadienses fabricadas por Bombardier en modelo NC-82 , debido a la sustitución de los MP-68 y MP-82. Y en el 2005 se reasignaron a otras líneas, con la llegada del nuevo modelo NM-02 (1987-2006).
- Para 2002 el STC compró 45 trenes nuevos, fabricados en conjunto por las empresas CAF y Bombardier con el modelo NM-02. Estas formaciones de nueva generación poseen pasillo de intercomunicación de goma (el cual en mantenimiento se reemplazó por un pasillo reforzado con aluminio), aviso de estaciones y recomendaciones pregrabadas. Todo esto es debido a la alta afluencia de pasajeros (2004-presente).

## Enlaces de servicio con otras líneas
La línea 2 tiene conexión de servicio con las siguientes líneas y estaciones:
- Con la Línea 1 en la interestación Pino Suárez - San Antonio Abad, dirección Cuatro Caminos
- Con la Línea 3 en la interestación Hidalgo - Bellas artes, dirección Cuatro Caminos
- Con la Línea 7 en la interestación Panteones -Tacuba, dirección Tasqueña